# Søren Wichmann
Søren Wichmann (nacido en 1964, en Copenhague), es un lingüista y mayista danés que se ha especializado en lenguas mesoamericanas y en epigrafía. Ha escrito sobre las lenguas mayenses, lenguas oto-mangueanos y  lenguas mixezoqueanas. 

## Carrera
Obtuvo su doctorado en la Universidad de Copenhague en 1992.
Ha realizado trabajo de campo en lenguas mixeanas, lenguas zoqueanas, idioma popoluca (Texistepec) y el idioma tlapaneco. Por lo que se refiere al mixe-zoqueano, ha desarrollado trabajos comparativos y de reconstrucción del vocabulario y de la gramática (Wichmann 1995). Además ha trabajado en la reconstrucción del proto-totonaco-mixezoqueano. Se ha especializado también en el estudio de la escritura maya, particularmente en el aspecto lingüístico de su desciframiento. Su tesis doctoral trató sobre el Azoyú una variedad del tlapaneco. 
Wichmann está asociado con el Instituto Max Planck en Leipzig y es profesor asistente en la Universidad de Leiden, en Holanda. Es también uno de los principales colaboradores del proyecto comparativo a gran escala ASJP.